# Sam Rockwell
Sam Rockwell (Daly City, Califòrnia, 5 de novembre de 1968) és un actor estatunidenc, guanyador d'un Oscar, un Globus d'Or, un BAFTA i un Premi del Sindicat d'Actors al millor actor de repartiment pel seu paper en la pel·lícula Three Billboards Outside Ebbing, Missouri. És conegut com a protagonista de pel·lícules com Lawn Dogs, Confessions of a Dangerous Mind, Choke i Moon, i ha tingut papers destacats en cintes com The Green Mile, Galaxy Quest, Clownhouse, Frost/Nixon, The Hitchhiker's Guide to the Galaxy, Matchstick Men, Everybody's Fine, L'assassinat de Jesse James pel covard Robert Ford i Iron Man 2.

## Primers anys
Rockwell va néixer a la localitat californiana de Daly City. Els seus pares —també actors— es van divorciar quan ell tenia cinc anys. Va ser criat pel seu pare, Pete Rockwell, a San Francisco mentre que la seva mare, Penny Hess, es va quedar a Nova York (Sam passava les seves vacances d'estiu amb ella). Va tenir el que The New York Times va descriure com una "educació lliure" i, als deu anys, va fer el seu debut com a actor en un teatre d'East Village interpretant a Humphrey Bogart en un esquetx improvisat protagonitzat per la seva mare. La seva mare tenia un estil de vida poc convencional, es relacionava amb hippies i tenia una concepció tolerant sobre el sexe i les drogues.
Va matricular-se a l'School of the Arts High School de San Francisco al costat de Margaret Cho però va abandonar abans de graduar-se. Més tard rebria el títol d'estudis secundaris després que els seus pares l'inscrivissin en un institut alternatiu anomenat Urban Pioneers perquè com Rockwell va explicar: "Jo només volia drogar-me, flirtejar amb noies, anar a festes". L'institut, va dir l'actor, "tenia una reputació de ser un lloc on anaven els drogoaddictes perquè era fàcil graduar-se", però el curs va acabar ajudant-lo a tornar a interessar-se per la interpretació. Després d'aparèixer en una pel·lícula independent durant el seu últim any de la secundària, es va graduar i es va traslladar a Nova York per a continuar amb la seva carrera com a actor.

## Carrera

### Primeres pel·lícules
Després del seu primer paper al cinema en la pel·lícula de terror Clownhouse (1989), Rockwell es va traslladar a Nova York i va estudiar actuació al William Esper Studio. La seva carrera a poc a poc va adquirir impuls a principis dels anys 1990, quan va alternar papers com a convidat en sèries de televisió com L'equalitzador, NYPD Blue i Law & Order, amb petits papers en pel·lícules com Last Exit to Brooklyn i Teenage Mutant Ninja Turtles. També va interpretar al personatge del títol a The Search for One-eye Jimmy. Durant aquesta època Rockwell va treballar en restaurants com ajudant de cambrer i feia repartiments de burritos a domicili en bicicleta. En cert moment, fins i tot va treballar com a assistent d'un detectiu privat. "Seguia a una noia que estava tenint una aventura i li vaig prendre fotos en un motel", va comentar Rockwell a Rolling Stone el 2002. "Feia molt mala pinta". Un anunci ben pagat per a la marca de cervesa Miller el 1994 li va permetre finalment dedicar-se a temps complet a l'actuació.
El moment clau de la seva carrera va ser la pel·lícula Box of Moon Light (1996) de Tom DiCillo, on va interpretar a un excèntric jove que es vesteix de Davy Crockett i viu en una aïllada casa rodant. Els elogis rebuts pel seu treball el van situar a primera línia. El propi Rockwell va comentar: "Aquesta pel·lícula va ser indubtablement un moment decisiu, d'alguna forma vaig ser introduït en el panorama del cinema independent després de deu anys a Nova York".
També va rebre bones crítiques per la pel·lícula Lawn Dogs (1997), on va interpretar un jardiner de classe treballadora que es fa amic d'una nena de 10 anys (Mischa Barton) en una comunitat de veïns de classe alta de Kentucky; l'actuació de Rockwell va ser guardonada amb el premi a millor actor en els festivals internacionals de cinema de Mont-real i Catalunya. L'any 1999 Rockwell va interpretar al presoner William "Wild Bill" Wharton en l'adaptació del drama carcerari de Stephen King, The Green Mile. Al moment de la filmació de la pel·lícula, Rockwell va explicar perquè l'atreu fer aquest tipus de personatges antipàtics: "M'agrada el contingut fosc. Crec que els herois han d'estar espatllats, hi ha d'haver una mica d'amargor i enuig, tanmateix, després hauré d'interpretar un advocat o algun aristòcrata britànic o m'encasellaran".

### Reconeixement a Hollywood
Després de fer d'actor incompetent en la sàtira de ciència-ficció Galaxy Quest (1999), en l'adaptació de Shakespeare A Midsummer Night's Dream (1999) interpretant a Flute, i com el malvat sociable Eric Knox a Els àngels de Charlie (2000), Rockwell va aconseguir el paper protagonista més gran de la seva carrera com Chuck Barris, l'amfitrió de The Gong Show en el debut com a director de George Clooney, Confessions of a Dangerous Mind (2002). L'actuació de Rockwell va ser ben rebuda i la pel·lícula va aconseguir crítiques favorables.
Rockwell també va rebre valoracions positives pel seu paper al costat de Nicolas Cage a Matchstick Men (2003) de Ridley Scott i a Entertainment Weekly. Va rebre crítiques més ambivalents com Zaphod Beeblebrox en la versió de l'any 2005 de The Hitchhiker's Guide to the Galaxy. A continuació va tenir un notable paper secundari com Charley Ford, el germà de Robert Ford (Casey Affleck), en el reeixit western dramàtic de 2007 L'assassinat de Jesse James comès pel covard Robert Ford. Segons una entrevista per a The Howard Stern Show, el director Jon Favreau va considerar a Rockwell per al paper de Iron Man perquè al principi es dubtava de treballar amb Robert Downey Jr. Rockwell va aparèixer en la seqüela de Iron Man estrenada el 2010 interpretant a Justin Hammer, el rival en desenvolupament d'armes de Tony Stark. Va declarar que va acceptar el paper sense haver llegit el guió. Mai no havia sentit a parlar del personatge abans de ser contactat per al paper i no sabia que Hammer és un malvat de l'Univers Marvel.
A banda de pel·lícules de gran pressupost, Rockwell s'ha mantingut dins del món del cinema independent amb projectes com The F Word i el curtmetratge Robin's Big Date, una paròdia de Batman on Rockwell interpreta al famós superheroi i Justin Long a Robin. També va protagonitzar al costat de Kate Beckinsale la pel·lícula Snow Angels (2008), dirigida per David Gordon Green.
Rockwell va interpretar Victor Mancini a la pel·lícula Choke, basada en la novel·la de Chuck Palahniuk. El crític Roger Ebert va dir sobre la seva actuació que Rockwell "sembla haver-se convertit en el nou Christopher Walken, no sempre, però quan hom el necessita ell és l'opció per a l'estranyesa".
El 2007 Rockwell va participar com a convidat en la minisèrie còmica en línia anomenada Casted: The Continuing Chronicles of Derek Riffchyn, Greatest Casting Director in the World. Ever, al costat de Jonathan Togo i Justin Long. Va interpretar a un jove aspirant a actor anomenat Pete Sampras; Rockwell apareix en el segon episodi de la sèrie de quatre.
El 2009 va protagonitzar l'elogiada pel·lícula de ciència-ficció Moon (guanyadora al Festival Internacional de Cinema Fantàstic de Catalunya-Sitges 2009 dels Premis a millor pel·lícula, millor actor, millor guió i millor disseny de producció), dirigida per Duncan Jones, on la seva actuació va ser molt ben valorada i molts crítics van reclamar-ne una nominació a l'Oscar com a millor actor A l'any següent es va anunciar que Rockwell tornaria a treballar amb el director de Iron Man 2, Jon Favreau, per a l'adaptació de la novel·la gràfica Cowboys & Aliens. Rockwell va interpretar l'amo d'un bar de nom Doc que s'uneix en la persecució dels alienígenes. El 2012 va aparèixer a Seven Psychopaths, pel·lícula dirigida i escrita per Martin McDonagh, i protagonitzada per Woody Harrelson, Christopher Walken, Tom Waits i Colin Farrell.
L'any 2018 l'actor va ser reconegut amb el Globus d'Or al millor actor de repartiment, Óscar al millor actor de repartiment, BAFTA al Millor actor de repartiment, i el premi del Sindicat d'actors al Millor actor de repartiment per la seva interpretació en la pel·lícula Three Billboards Outside Ebbing, Missouri, escrita i dirigida per Martin McDonagh, en la qual encarna l'oficial de policia Jason Dixon.

### Teatre
Des de 1992 Rockwell ha estat membre de la LAByrinth Theater Company, una companyia de teatre off-Broadway, on Philip Seymour Hoffman i John Ortiz són els directors d'art. El 2005 Hoffman va dirigir a Rockwell en l'obra de Stephen Adly Guirgis, The Last Days of Judes Iscariot. Altres de les obres on ha actuat són: North of Mason-Dixon (2007), Dumb Waiter (2001), The Zoo Story (2001), Hot L Baltimore (2000), Goosepimples (1998), Love and Human Remains, Face Divided, Orphans, Den of Thieves, Dessert at Waffle House, The Largest Elizabeth i A Behanding in Spokane.

## Vida personal
Rockwell mai no s'ha casat i el 2007 en una entrevista va dir: "Definitivament no vull ser pare. No és el meu estil". Ha estat sortint amb l'actriu Leslie Bibb des de l'any 2007. Es van conèixer mentre ell estava filmant Frost/Nixon, a Los Angeles. Més tard van actuar junts en Iron Man 2.

## Filmografia
| Any  | Títol                                                      | Personatge                    |
| ---- | ---------------------------------------------------------- | ----------------------------- |
| 2020 | Trolls World Tour                                          | (veu)                         |
| 2019 | Jojo Rabbit                                                |                               |
| 2019 | The One and Only Ivan                                      | Ivan (veu)                    |
| 2018 | Backseat                                                   | George W. Bush                |
| 2018 | The Best of Enemies                                        | Claiborne Paul Ellis          |
| 2018 | Blue Iguana                                                | Eddie                         |
| 2018 | Mute                                                       | Sam Bell                      |
| 2018 | Blaze                                                      |                               |
| 2017 | La dona que va davant                                      | Coronel Silas Grove           |
| 2017 | Three Billboards Outside Ebbing, Missouri                  | Oficial Jason Dixon           |
| 2015 | F is for Family                                            | Vic (veu)                     |
| 2015 | Mr. Right                                                  | Mr. Right                     |
| 2015 | Poltergeist                                                | Eric Bowen                    |
| 2014 | Laggies                                                    | Craig                         |
| 2014 | Marvel One-Shot: All Hail the King                         | Justin Hammer                 |
| 2013 | Trust Em                                                   | Aldo                          |
| 2013 | The Way, Way Back                                          | Owen                          |
| 2013 | A Case of You                                              | Gary                          |
| 2013 | Better Living Through Chemistry                            | Douglas Varney                |
| 2013 | A Single Shot                                              | John Moon                     |
| 2012 | Seven Psychopaths                                          | Billy                         |
| 2011 | The Sitter                                                 | Karl                          |
| 2011 | Cowboys & Aliens                                           | Doc                           |
| 2010 | Conviction                                                 | Kenny Waters                  |
| 2010 | Iron Man 2                                                 | Justin Hammer                 |
| 2010 | F—K                                                        | Sam                           |
| 2009 | Gentlemen Broncos                                          | Bronco/Brutus                 |
| 2009 | Everybody's Fini                                           | Robert Goode                  |
| 2009 | G-Force                                                    | Darwin                        |
| 2009 | The Winning Season                                         | Bill                          |
| 2009 | Moon                                                       | Sam Bell                      |
| 2008 | Frost/Nixon                                                | James Reston Jr.              |
| 2008 | Choke                                                      | Victor Mancini                |
| 2007 | Joshua                                                     | Brad Cairn                    |
| 2007 | The Assassination of Jesse James by the Coward Robert Ford | Charley Ford                  |
| 2007 | Snow Angels                                                | Glenn                         |
| 2005 | The Hitchhiker's Guide to the Galaxy                       | Zaphod Beeblebrox             |
| 2004 | Picadilly Jim                                              | Picadilly Jim                 |
| 2003 | Matchstick Men                                             | Frank Mercer                  |
| 2002 | Confessions of a Dangerous Mind                            | Chuck Barris                  |
| 2002 | Welcome to Collinwood                                      | Però                          |
| 2001 | L'últim cop (Heist)                                        | Jimmy Silk                    |
| 2001 | Made                                                       | Hotel Clerk                   |
| 2000 | Els àngels de Charlie                                      | Eric Knox                     |
| 1999 | Galaxy Quest                                               | Guy Fleegman                  |
| 1999 | The Green Mile                                             | 'Wild Bill' Wharton           |
| 1999 | El somni d'una nit d'estiu                                 | Francis Flute                 |
| 1998 | Celebrity                                                  | Darrow's Entourage            |
| 1998 | Safe Men                                                   | Sam                           |
| 1998 | Louis & Frank                                              | Sam                           |
| 1997 | Lawn Dogs                                                  | Trent                         |
| 1996 | Box of Moon Light                                          | The Kid, també anomenat Bucky |
| 1996 | Basquiat                                                   | Thug                          |
| 1996 | The Search for One-eye Jimmy                               | "One-eye" Jimmy               |
| 1994 | Algú a qui estimar                                         | Polish Guy                    |
| 1990 | Teenage Mutant Ninja Turtles                               | Head Thug                     |
| 1989 | Clownhouse                                                 | Randy                         |

## Premis i nominacions

### Óscar
| Any  | Categoria                   | Pel·lícula                                | Resultat |
| ---- | --------------------------- | ----------------------------------------- | -------- |
| 2017 | Millor actor de repartiment | Three Billboards Outside Ebbing, Missouri | Ganador  |

### Globus d'Or
| Any  | Categoria                   | Pel·lícula                                | Resultat |
| ---- | --------------------------- | ----------------------------------------- | -------- |
| 2017 | Millor actor de repartiment | Three Billboards Outside Ebbing, Missouri | ganador  |

### BAFTA
| Any  | Categoria                   | Pel·lícula                                | Resultat |
| ---- | --------------------------- | ----------------------------------------- | -------- |
| 2017 | Millor actor de repartiment | Three Billboards Outside Ebbing, Missouri | Ganador  |

### Sindicat d'Actors
| Any  | Categoria                   | Pel·lícula                                | Resultat |
| ---- | --------------------------- | ----------------------------------------- | -------- |
| 1999 | Millor actor repartiment    | The Green Mile                            | Nominado |
| 2008 | Millor actor repartiment    | Frost/Nixon                               | Nominado |
| 2017 | Millor actor repartiment    | Three Billboards Outside Ebbing, Missouri | Ganador  |
| 2017 | Millor actor de repartiment | Three Billboards Outside Ebbing, Missouri | Ganador  |

### Crítica Cinematogràfica
| Any  | Categoria                   | Pel·lícula                                | Resultat |
| ---- | --------------------------- | ----------------------------------------- | -------- |
| 2011 | Millor actor de repartiment | Conviction                                | Nominado |
| 2013 | Millor actor                | The Way, Way Back                         | Nominado |
| 2017 | Millor actor repartiment    | Three Billboards Outside Ebbing, Missouri | Ganador  |
| 2017 | Millor actor de repartiment | Three Billboards Outside Ebbing, Missouri | Ganador  |

### Independent Spirit
| Any  | Categoria                   | Pel·lícula                                | Resultat |
| ---- | --------------------------- | ----------------------------------------- | -------- |
| 2011 | Millor actor de repartiment | Seven Psychopaths                         | Nominado |
| 2017 | Millor actor de repartiment | Three Billboards Outside Ebbing, Missouri | Ganador  |

### Satellite
| Any  | Categoria                                       | Pel·lícula                                | Resultat |
| ---- | ----------------------------------------------- | ----------------------------------------- | -------- |
| 2002 | Millor actor - Musical o Comèdia                | Confessions of a Dangerous Mind           | Nominado |
| 2003 | Millor actor de repartiment - Musical o Comèdia | Matchstick Men                            | Nominado |
| 2008 | Millor actor - Musical o Comèdia                | Choke                                     | Nominado |
| 2017 | Millor actor de repartiment                     | Three Billboards Outside Ebbing, Missouri | Ganador  |